# Hivernation
Ne doit pas être confondu avec Hibernation ou Hivernage.
 (août 2010).
Si vous disposez d'ouvrages ou d'articles de référence ou si vous connaissez des sites web de qualité traitant du thème abordé ici, merci de compléter l'article en donnant les références utiles à sa vérifiabilité et en les liant à la section « Notes et références ».
Le terme « hivernation » (ou « hivernement », au Québec) est parfois employé pour désigner la somnolence hivernale chez certains animaux. 

## Étymologie
Le verbe hiverner vient du latin hibernare et signifie « passer l’hiver à l’abri, dans un lieu quelconque ».

## Caractéristiques
L'hivernation est un état de repos hivernal adopté par certains animaux pour survivre aux conditions difficiles de l'hiver. Contrairement à l'hibernation, qui implique une léthargie profonde et une baisse significative de la température corporelle, l'hivernation présente des caractéristiques distinctes :
- Réductions physiologiques modérées : pendant l'hivernation, l'animal connaît une diminution de son rythme cardiaque et de sa température corporelle, mais ces baisses sont moins prononcées que chez les hibernants profonds. Sa température corporelle reste relativement élevée, ne chutant que d'environ 5 degrés Celsius, ce qui lui permet de se réveiller rapidement en cas de danger.
- Activité physiologique maintenue : contrairement à l'hibernation, l'hivernation n'entraîne pas une interruption totale des activités physiologiques. Ainsi, l'animal peut donner naissance à ses petits pendant l'hiver, et ses organes vitaux restent à une température normale pour réagir en cas de danger.
- Réveils fréquents : l'animal se réveille périodiquement pendant l'hiver, contrairement aux hibernants profonds qui restent généralement en sommeil continu. Ces réveils permettent à l'animal de s'adapter aux conditions changeantes et de répondre à d'éventuelles menaces.

Ces adaptations permettent à l'animal de survivre aux rigueurs de l'hiver tout en maintenant une certaine vigilance et en préservant ses fonctions physiologiques essentielles.

## Espèces concernées
Certains omnivores comme l’ours et le blaireau hivernent durant la "mauvaise" saison, c'est-à-dire au moment où leurs proies hibernent et où les plantes ne donnent plus de fruits.
Il existe également des exemples d'hivernation chez les insectes tels que le bourdon terrestre (Bombus terrestris). Ce bourdon butine en hiver avec des températures proches de 0 °C s'il y a du soleil.
Il en est de même pour les ratons laveurs et les opossums.